# Paul Roux (auteur)
Pour les articles homonymes, voir Paul Roux (homonymie) et Roux.
Paul Roux (né le 19 janvier 1959 à Marseille) est un auteur de bande dessinée franco-québécois. Il est principalement connu pour ses bandes dessinées jeunesse.

## Biographie
Né à Marseille en 1959, Paul Roux s'est établi au Québec en 1967. Il est titulaire d'un baccalauréat en arts plastiques de l'Université du Québec en Outaouais. Il s'oriente en 1981 dans l'illustration, la bande dessinée,, la caricature et le design graphique. Il publie dans des maisons d'édition québécoises, ontariennes et françaises, notamment dans les années 1980 dans les revues de science-fiction et fantastique québécoises Solaris et Imagine.... En 1992, il crée la bande dessinée Ariane et Nicolas, puis en 1997, il publie la série Les (més)aventures de Max Média, repor-terre'.'
Paul Roux est enseignant à l’Université du Québec en Outaouais. 
Il a fondé et dirigé le Rendez-vous international de la BD de Gatineau pendant 10 ans.

## Récompenses
- 1990 : prix Coccinelle pour Missionnaire en Nouvelle-France: Pierre-Joseph-Marie Chaumonot, sur un scénario de Gilles Drolet[7].
- 1997 : premier grand prix québécois pour « l’ensemble de son œuvre et son apport considérable à la BD québécoise au cours des dix dernières années »[8].
- 2012 : prix Dragon pour Ariane et Nicolas, t. 6 : Les Toiles mystérieuses[9].